# Andrejs Pavlovs
Andrejs Pavlovs (Riga, 1979. február 22. –) lett válogatott  labdarúgó, jelenleg a Skonto Riga játékosa. Posztját tekintve kapus.
A lett válogatott tagjaként részt vett a 2004-es Európa-bajnokságon.

## Sikerei, díjai
Skonto Riga
- Lett bajnok (4): 2001, 2002, 2003, 2004
- Lett kupagyőztes (2): 2001, 2002

FK Ventspils
- Lett bajnok (1): 2008